# Karina Pankievich
Karina Pankievich (Fray Bentos, 1963) es una activista uruguaya por los derechos de las personas trans. Es la presidenta de la Asociación Trans del Uruguay (ATRU) y, por su continuo trabajo en nombre de la comunidad LGBTI en Uruguay, fue reconocida en diciembre de 2019 como Ciudadana Ilustre de Montevideo.

## Trayectoria
Pankievich migró a Montevideo desde su ciudad natal, Fray Bentos, a los 13 años. Desde los 15, fue trabajadora sexual. Durante la última dictadura cívico-militar del país, la represión y la violencia estatal que enfrentó la llevaron a emigrar por muchos años, viviendo en Argentina y Brasil.

En 1985 regresó al país y rápidamente comenzó a trabajar para defender los derechos humanos de la comunidad LGBTI y, sobre todo, de las personas trans. Fue una de las fundadoras de ATRU. Según Sempol y Pankievich, lo que sucedía a fines de la década de los '80 y principios de los '90 era queː
"El Estado estaba dispuesto a disminuir la violencia y la exclusión, mientras no se exigiera ni visibilidad normalizadora ni reclamos de igualdad en ningún terreno. En esa escena, los reclamos de la Mesa Coordinadora Travesti primero y de la Asociación Trans del Uruguay después se centraron en la conquista de 'derechos negativos': el fin de la discriminación y la liberación de las formas de dominio y control policial."
Uno de los mayores éxitos de la asociación ha sido la organización de la Marcha por la Diversidad. Pero ATRU también fue creada para capacitar, apoyar y movilizar a la población trans, trabajadores sexuales y personas con VIH/Sida para promover y defender sus derechos. Hoy es una red de grupos activistas en todo el país.

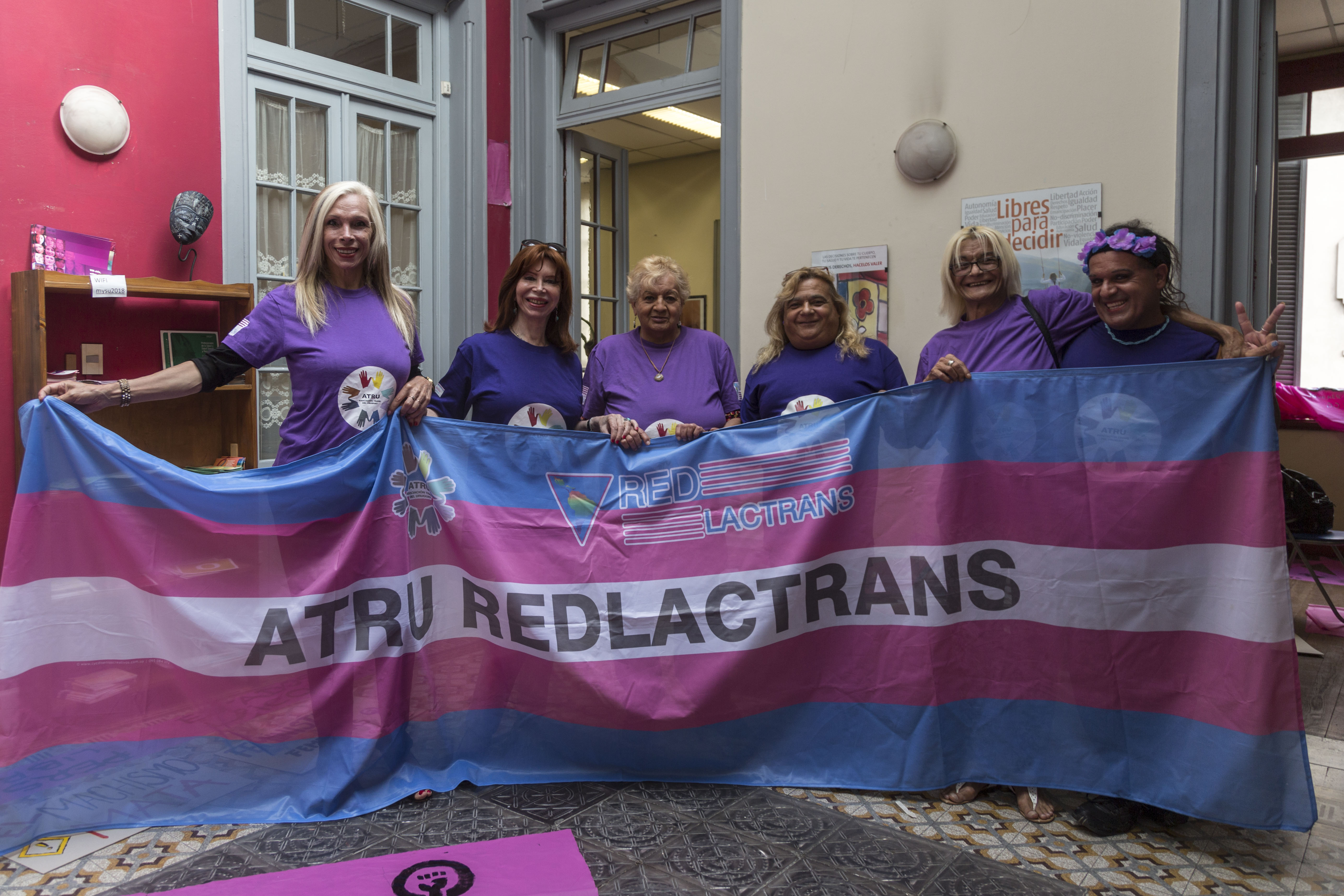
Pankievich junto con Gloria Álvez y otras compañeras de ATRU en los preparativos para la marcha del 8 de marzo de 2019 por el Día Internacional de la Mujer Trabajadora.

Durante el 2017, Pankievich participó del proyecto regional “Mujeres trans sin transfobia contra el VIH - Sida” como documentadora para la Organización Trans Base Nacional (OTBN) para Uruguay, en casos de violaciones a los Derechos Humanos de las Mujeres Trans. 
Pankievich realiza tareas de tallerista en diversos programas de salud dirigidos a población con VIH/Sida. También es coordinadora para el Cono Sur de la RedLacTrans (Red Latinoamericana y el Caribe de Personas Trans), cargo que compartió con Gloria Álvez Mariño hasta el fallecimiento de esta.
Desde junio del 2019, integra la Comisión Especial Reparatoria en el marco de la Ley Integral para Personas Trans.